# Бари (метрополитенский город)
Метрополитенский город Бари (итал. Città metropolitana di Bari) — территориальная единица в области Апулия в Италии. 
Площадь 3825 км², население 1 222 818 человек (2020). 
Образован 8 апреля 2014 года на месте упразднённой провинции Бари.
Центр территориальной единицы находится в собственно городе Бари. 

## Коммуны
В состав метрополитенского города входят 41 коммуна:
- Адельфия
- Аквавива-делле-Фонти
- Альберобелло
- Альтамура
- Бари
- Бинетто
- Битетто
- Битонто
- Битритто
- Валенцано
- Гравина-ин-Пулья
- Грумо-Аппула
- Джовинаццо
- Джоя-дель-Колле
- Казамассима
- Капурсо
- Кассано-делле-Мурдже
- Кастеллана-Гротте
- Конверсано
- Корато
- Локоротондо
- Модуньо
- Мола-ди-Бари
- Мольфетта
- Монополи
- Нойкаттаро
- Ночи
- Пало-дель-Колле
- Поджорсини
- Полиньяно-а-Маре
- Путиньяно
- Руво-ди-Пулья
- Рутильяно
- Саммикеле-ди-Бари
- Санникандро-ди-Бари
- Сантерамо-ин-Колле
- Терлицци
- Торитто
- Триджано
- Тури
- Челламаре